# Tibiotrichius dubernardi
Tibiotrichius dubernardi är en skalbaggsart som beskrevs av Pouillaude 1913. Tibiotrichius dubernardi ingår i släktet Tibiotrichius och familjen Cetoniidae. Inga underarter finns listade i Catalogue of Life.